# Martial Gayant

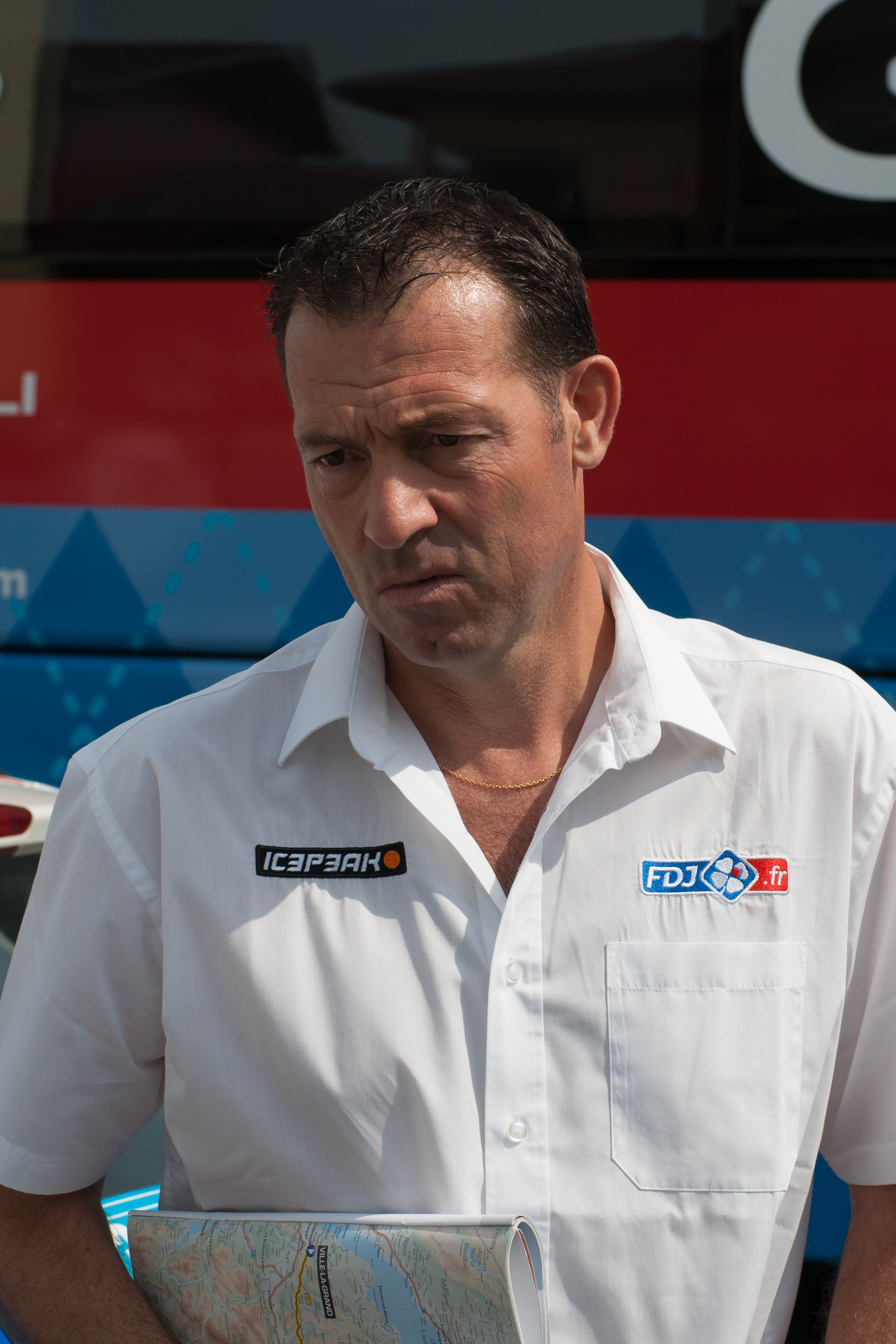
Martial Gayant

Martial Gayant (Chauny, França, 16 de novembro de 1962) é um ex-ciclista francês, actualmente capitão da equipa francesa do FDJ. Em 1988, Gayant acabou segundo do Campeonato Mundial de Ciclismo em Estrada.

## Palmarés
1981
- GP das Nações amadoras

1984
- 1 etapa do Giro de Itália

1985
- Paris-Camembert
- Troféu dos Escaladores

1986
- Grande Prêmio de Plouay
- Campeonato nacional francês de ciclo-cross

1987
- 1 etapa dos Quatro Dias de Dunkerque
- 1 etapa do Tour de França

1988
- 2º no Campeonato Mundial em Estrada

1989
- Grande Prêmio de Fourmies

1990
- 1 etapa do Tour do Porvenir
- Tour de Limousin

## Tours de França
Fonte:
- 1985 – fora de controle em etapa 15.
- 1987 – 34º; ganhador da 11º etapa, leva o maillot amarelo durante duas etapas.
- 1988 – 71º
- 1989 – 32º
- 1991 – retirada na etapa 6.